# Castello di Middachten

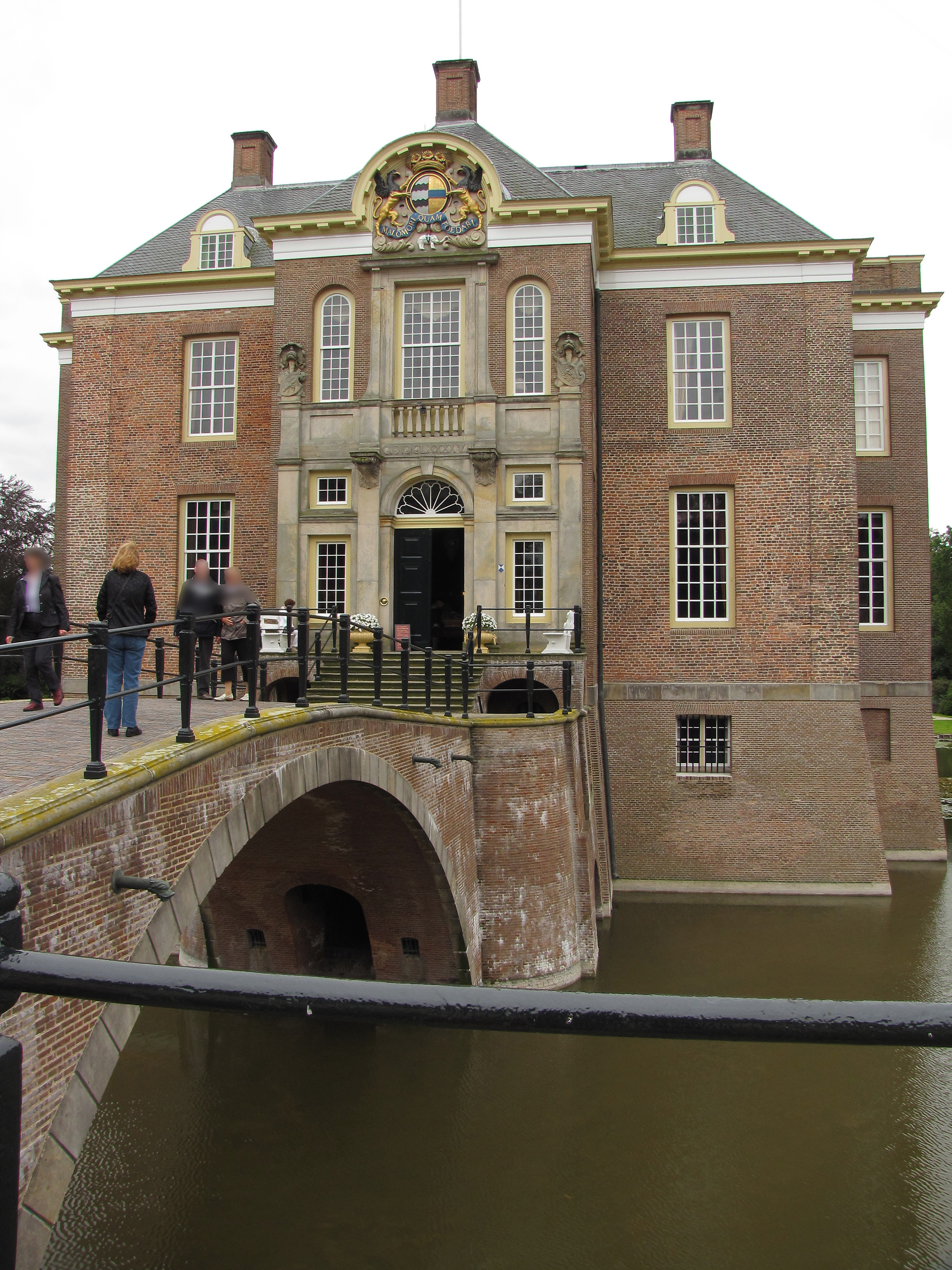
Ingresso del castello

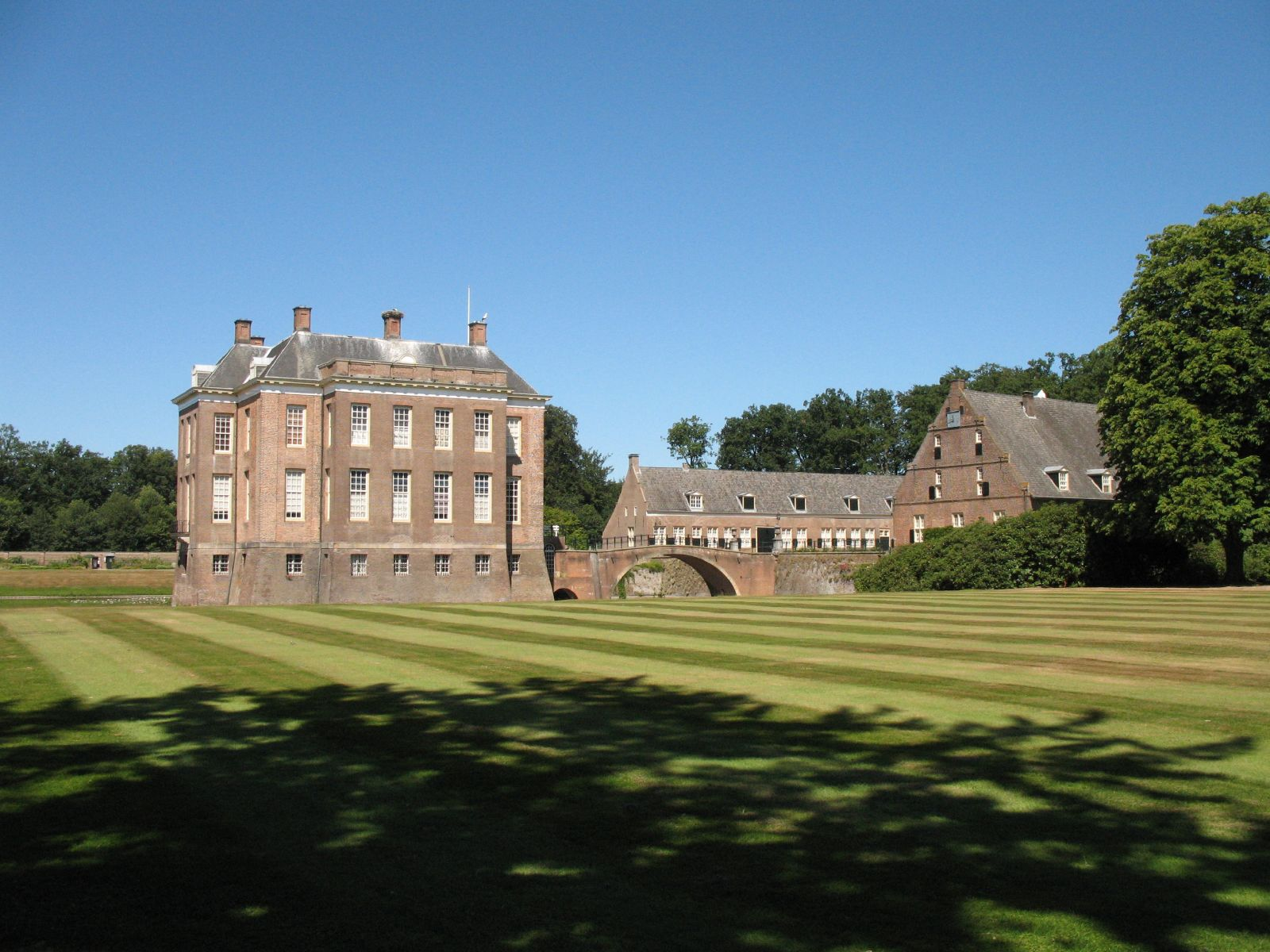
Veduta del castello e del parco circostante

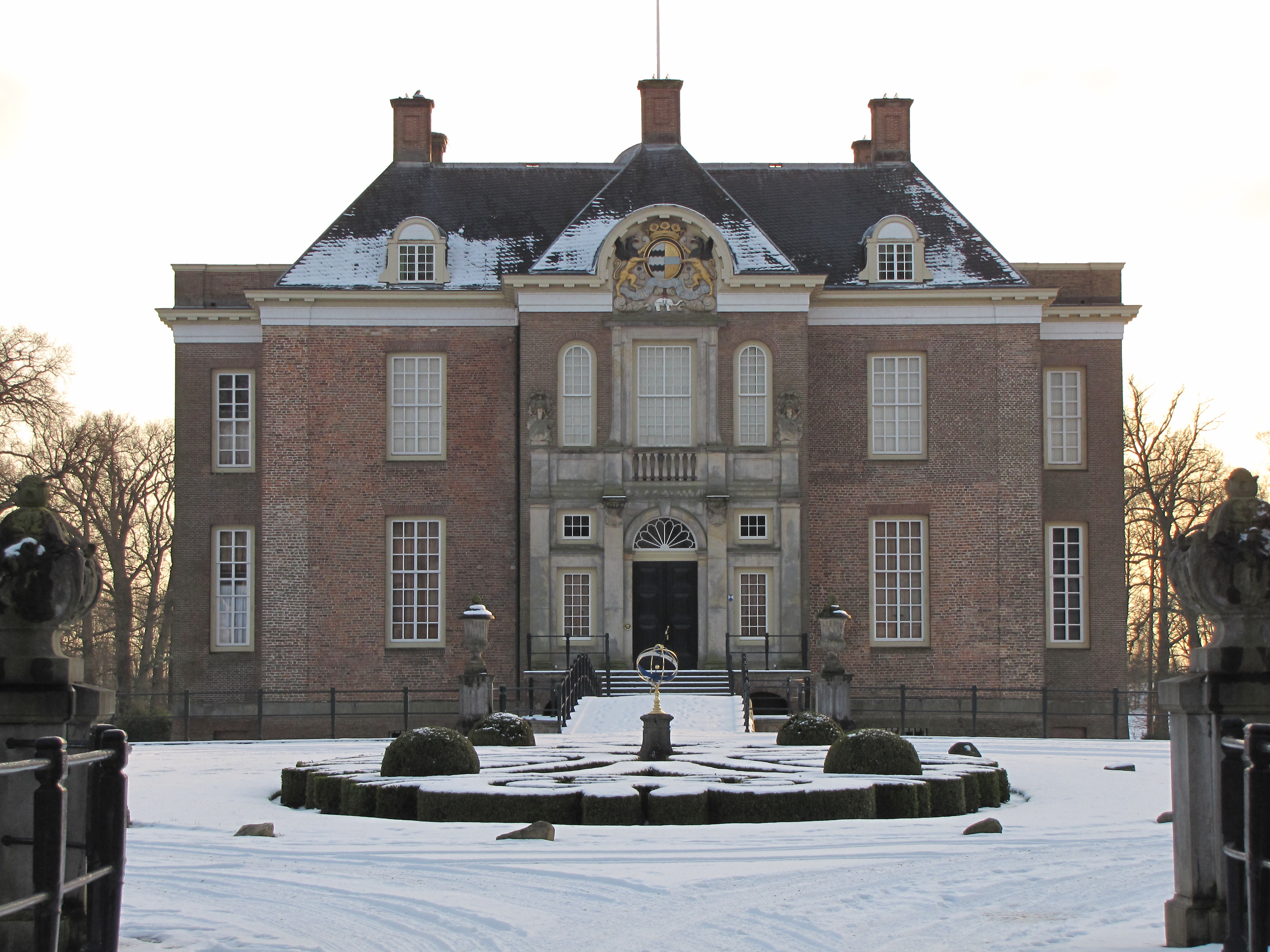
Il castello di Middachten in inverno

Il castello di Middachten o castello Middachten (in olandese Kasteel Middachten) è uno storico edificio in stile neoclassico della cittadina olandese di De Steeg (comune di Rheden, Gheldria), costruito all'interno della tenuta di Middachten a partire dal 1666/1667 e tra il 1693 e il 1698 per volere della famiglia Van Raesfeld/Van Reede sulle rovine di una preesistente fortezza eretta dalla famiglia Van Middachten nel XIV secolo.
L'edificio accoglie circa 60.000 visitatori l'anno.

## Storia
Le prime notizie del casato di Middachten, in particolare di un certo Jacob van Mithdac (o Michdat), risalgono al 1190, mentre le prime notizie di una fortezza appartenuta alla famiglia Middachten si hanno nel 1315, quando Rinaldo di Gheldria affittò la tenuta e il suo edificio principale a Everhard van Middachten. In seguito, a partire dal 1354, Hendrik van Middachten  fece realizzare un torrione quadrangolare con due ali ; i lavori si interruppero però nel 1357 con la morte del proprietario  e furono poi ripresi nel 1371 da Evert van Steene.
Nel 1627, in seguito al matrimonio di una discendente del casato di Middachten con Goossen van Raesfelt, la tenuta di Middachten e l'antica fortezza medievale (di cui si hanno una dettagliata raffigurazione in una mappa di Nicolaas van Geelkercken del 1652) cessarono di essere di proprietà del casato Van Middachten e divennero cdi proprietà della famiglia Van Raesfeld.
In seguito, dopo il matrimonio con Ursula Philippota van Raesfeld, nel 1666 divenne proprietario della fortezza Godard van Reede (1644-1703).  Quest'ultimo fece rimodellare l'antica fortezza in stile neoclassico olandese e rimodere gli interni.
L'edificio fu poi danneggiato nel 1672 dalle truppe francesi.  Successivamente, nel 1693 l'architetto Steven Vennekool, basandosi sui disegni dell'architetto Jacob Roman, diede il via alla costruzione dell'edificio definitivo, costruzione che durò cinque anni.
In seguito, Reinard van Reede, divenuto signore di Middachten nel 1721, fece realizzare attorno al castello dei giardini con fontane e cascate, ispirandosi ai giardini della reggia di Versailles.
Nel 1878, il castello di Middachten divenne di proprietà della contessa di Bentinck-zu Waldeck Pyrmontm, da cui fu ereditato nel 1888 dal figlio Willem Carel Philip Otto, conte di Bentinck e Waldeck-Limpurg. Quest'ultimo affidò all'architetto tedesco Eduard Petzold l'incarico di realizzare attorno al castello dei canali.
Agli inizi del XX secolo, fu apportata un'opera di ammodernamento delle sale interne del castello. Tra i successivi proprietari dell'edificio, vi furono, a partire dal 1913, William Frederick Charles Henry e  poi la contessa Isabelle Adriënne van Aldenburg Bentinck, che nacque nel castello di Middachten il 3 luglio 1925 e vi morì l'8 marzo 2013.